# Cerco de Tobruque
O Cerco de Tobruque ou Batalha de Tobruque foi um confronto extenso entre as forças do Potências do Eixo (liderados pela Alemanha Nazista), contra os Aliados, com australianos em sua maioria, no porto de Tobruque, na Líbia. Começou em Abril de 1941 quando Rommel começou sua investida que iria se estender por meses até à derrota definitiva.

## Prelúdio
Em Beda Fomm, miserável vilarejo perdido nas areias da Líbia, as forças britânicas comandadas pelo General Richard O'Connor cercam e aniquilam as últimas unidades blindadas do Marechal Rodolfo Graziani. Chega ao clímax, assim, a extraordinária campanha que, três meses antes, os britânicos haviam iniciado na fronteira do Egito. A vitória de O’Connor é total e já nada impede de ocupar Trípoli e expulsar definitivamente os italianos da África do Norte.
Contudo, seus planos foram frustrados: em 12 de fevereiro, Churchill enviou um telegrama urgente ao General Wavell, comandante-em-chefe dos exércitos britânicos no Oriente Médio, ordenando a suspensão do avanço sobre Trípoli. O primeiro-ministro resolvera transferir para a Grécia o grosso das tropas que combatiam na Líbia, para enfrentar a iminência da invasão alemã.
O desastre sofrido pelos italianos tem imediata repercussão em Berlim. Hitler resolve enviar, sem demora, um corpo expedicionário à África, integrado por uma divisão mecanizada e uma Panzer, para conter o avanço britânico. A 6 de fevereiro, manda chamar o General Erwin Rommel, de destacada atuação na campanha da França, à frente de uma divisão Panzer, e confia-lhe o comando das forças.
Na conferência entre Rommel, Hitler e o Marechal von Brauchitsch, comandante-em-chefe do Exército Alemão, fixou-se um plano improvisado para salvar Trípoli. Rommel terá de seguir imediatamente para a Líbia, a fim de estudar as condições do terreno. Como condição primordial para a remessa das tropas alemães exigirá que os italianos estabeleçam uma linha defensiva a uns 200 km a leste de Trípoli. Rommel assumirá o comando das forças motorizadas italianas, mas ficará subordinado à autoridade do Marechal Graziani. As primeiras unidades alemães começarão a chegar à África no meio de fevereiro e a sua concentração terminará em fins de maio.
A 11 de fevereiro, Rommel transladou-se a Roma e obteve a aprovação do Alto-Comando para avançar a linha defensiva a leste de Trípoli. Imediatamente, o chefe alemão voou para a Líbia, onde chegou na manhã do dia 12, depois de uma escala na Sicília.
No aeroporto de Trípoli, o Tenente Heggenreimer, oficial de ligação junto ao comando italiano, aguardava Rommel. Apressou-se a comunicar-lhe que o Marechal Graziani demitira-se e regressara à Itália. O General Gariboldi, agora, exercia a chefia suprema das forças italianas na Líbia. Nessa mesma tarde Rommel entrevistou-se com ele e o colocou a par de seus planos. O chefe italiano mostrou-se completamente céptico quanto às possibilidades de êxito de tão temerário projeto. Tomando um mapa, Rommel mostrou a Gariboldi o ponto onde pretendia bloquear o avanço britânico: a localidade de Sirte, a 300 km a leste de Trípoli.
Poucas horas depois, a bordo de um bombardeiro Heinkel, fez o seu primeiro voo sobre as areias da Líbia; estudou, cuidadosamente, o terreno onde se propunha conter a arremetida britânica. Na mesma noite, manteve nova entrevista com Gariboldi, juntamente com o General Roatta, chefe do Estado-Maior do Exército italiano, que chegara de Roma. Roatta trazia ordem de Mussolini para resistir a todo custo. Como conseqüência, Rommel tinha plena liberdade para realizar o seu plano. Rapidamente os três chefes ultimaram os detalhes do projeto e decidiram o deslocamento do 10° Corpo do Exército italiano, integrado pelas divisões Pávia e Brescia e a divisão blindada Aríete. Rommel, no dia seguinte, dirigiu-se de avião a Sirte, e inspecionou as forças italianas ali estabelecidas. Seus efetivos não alcançavam, sequer, o total de um regimento.
A 14 de fevereiro chegou ao porto de Trípoli o primeiro navio, conduzindo as unidades de vanguarda da 5ª Divisão Mecanizada alemã. As tropas, sem maior pressa, começaram a descarregar suas armas e veículos nos cais. Interveio Rommel e ordenou o aceleramento do desembarque. A noite chegou, e à luz dos grandes refletores os extenuados soldados alemães deram por terminado o desembarque. Na manhã seguinte, Rommel passou em revista a coluna, integrada por um batalhão de reconhecimento, outro de canhões antitanques, ordenando ao chefe que empreendesse imediatamente a marcha na direção de Sirte.
Para despistar os aviões de reconhecimento britânicos, Rommel mandou fazer nas carpintarias de Trípoli grande quantidade de tanques simulados de madeira e os montou sobre automóveis Volkswagen. Essa foi a primeira das muitas e hábeis astúcias a que recorreu o chefe alemão para dissimular a escassez de suas forças.

## A Batalha

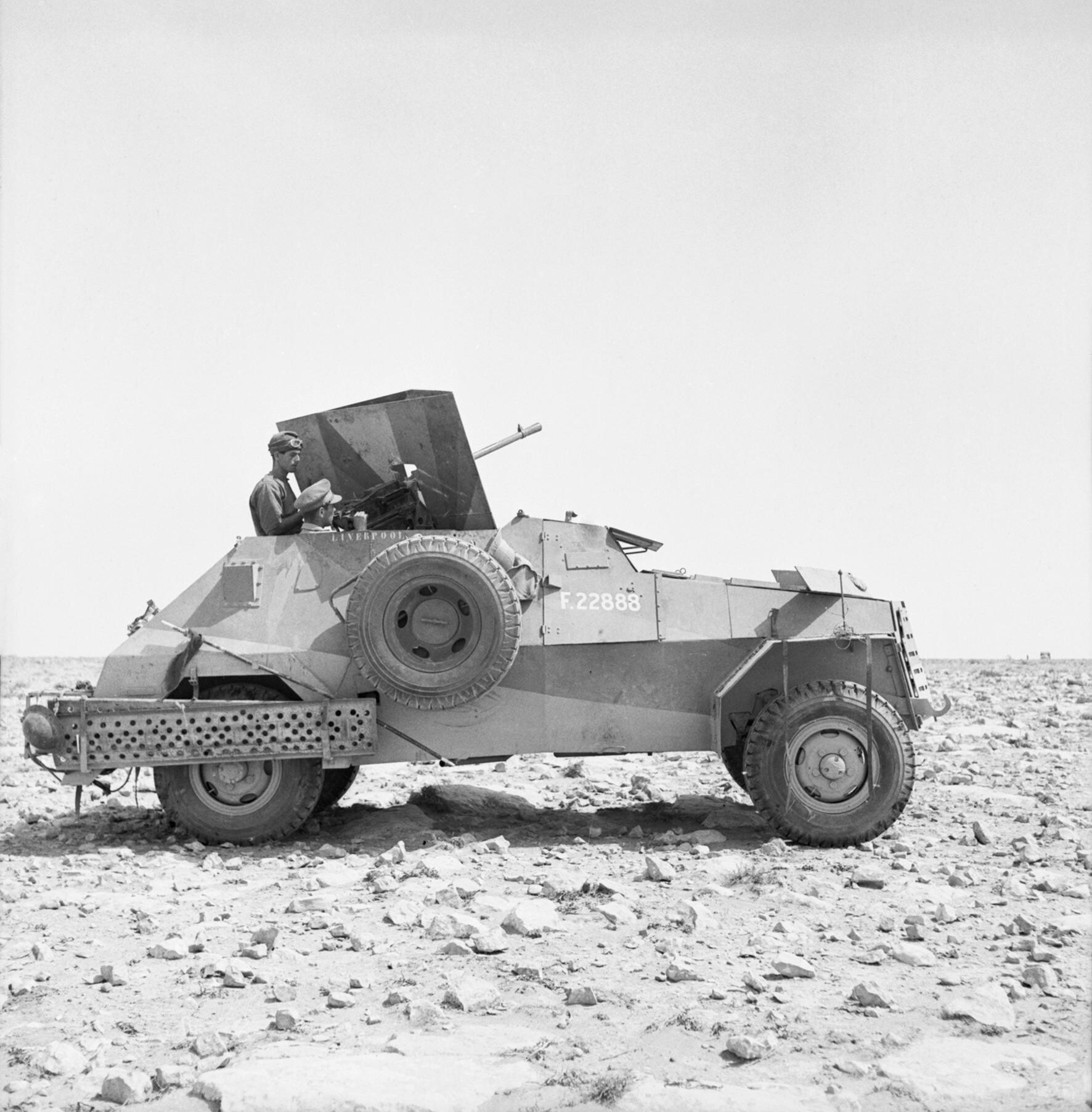
Um Marmon-Herrington Mk II alemão, equipado com um Breda 20mm italiano.

Em 24 de fevereiro de 1941, as forças alemães do 3° Batalhão de Reconhecimento e o 3° Batalhão de Antitanques tiveram o primeiro choque com tropas britânicas.
A chegada das unidades do Afrika Korps à Líbia não tardou a despertar a preocupação do Alto-Comando britânico. Em 27 de fevereiro, o Estado-Maior, em Londres, pediu ao General Wavell uma apreciação das forças alemães e da ameaça que elas representavam para as posições britânicas, na Líbia e no Egito. Dias após, Wavell respondeu confiante. A seu juízo, as referidas forças eram de pequena magnitude e não estavam em condições de atacar Bengási. Contudo, considerava possível o eventual uso até de duas divisões alemães em uma ofensiva de grande escala. Assinalou, porém, que o referido ataque não poderia consumar-se até o fim do verão, em virtude das dificuldades existentes nos transportes marítimos alemães pelo Mediterrâneo e a impossibilidade de operar com grandes unidades no deserto, durante a temporada de calor. Baseado nestes cálculos, Wavell considerou desnecessário reforçar as escassas forças britânicas que, sob o comando do General Neame, encontravam-se operando na Líbia. Essas unidades careciam de toda experiência de guerra no deserto, pois as tropas veteranas que lutaram contra Graziani foram retiradas da frente. O grupamento do General Neame era integrada pela metade da 2ª Divisão Blindada, a 9ª Divisão Australiana (com efetivos incompletos) e uma brigada motorizada Indiana. Além da insuficiência de efetivos, estas divisões foram privadas de grande parte de seus veículos, armas e equipamentos para aparelhar as tropas inglesas enviadas à Grécia. Em 4 de março, os alemães se movimentaram. Comandados pelo General Streich, chefe da 5ª Divisão Ligeira, os batalhões do Afrika Korps avançaram até o desfiladeiro de Mugtaa sem encontrar resistência e ali estabeleceram uma forte posição defensiva. No dia seguinte desembarcou em Trípoli um regimento da 15ª Divisão Panzer, integrada por 120 tanques, 60 dos quais eram blindados Mark II e Mark IV guarnecidos com canhões de 50 e 75 mm. Agora Rommel contava com forças suficientes para passar à ofensiva.
A 19 de março, foi à Alemanha e recebeu de Hitler as folhas de carvalho para a sua Cruz de Cavalheiro, prêmio de sua atuação na França. Rommel entrevistou-se logo com o Marechal von Brauchitsch, que lhe ordenou que aguardasse a chegada da totalidade dos efetivos da 15 Divisão Panzer, para empreender no mês de maio uma ofensiva limitada contra as posições britânicas, na localidade de Agedabia, ao sul de Bengási. Rommel, profundamente contrariado, apontou a von Brauchitsch a necessidade de lançar-se ao assalto, imediatamente, para aproveitar a debilidade dos ingleses. Uma arremetida audaz poderia culminar com a derrota total das forças britânicas sediadas na Líbia. Todavia, seu projeto não encontrou apoio algum da parte de Brauchitsch, que julgava a África como um teatro de guerra completamente secundário.
De volta a Trípoli, Rommel ordenou ao 3° Batalhão de Reconhecimento tomar de assalto o posto avançado de El Agheila. Na manhã de 24 de março, os alemães apossaram-se daquela localidade, após breves combates, mas não conseguiram capturar a guarnição, que se retirou rapidamente para o norte, na direção do desfiladeiro de Mersa el Brega. Ali, os britânicos começaram a construir aceleradamente fortificações, instalando extensas cercas de arame farpado e campos minados. Rommel seguiu os ingleses, pisando-lhes o calcanhar e deteve a sua marcha diante do desfiladeiro. Aquela posição constituía o primeiro objetivo do ataque planejado pelo Alto-Comando Alemão, para o mês de maio. Rommel, entretanto, resolveu desalojar os ingleses do seu reduto imediatamente, antes que eles consolidassem suas obras defensivas.
Na tarde de 31 de março, as unidades da 5ª Divisão Ligeira atacaram Mersa el Brega e, depois de encarniçados combates com os ingleses, viram-se forçados a interromper a luta. Assim começou a primeira campanha relâmpago de Rommel na África do Norte.
A surpreendente penetração alemã provocou intenso alarme no comando britânico. A 2 de abril, o General Wavell notificou a Churchill que, em vista do estado precário das unidades blindadas do General Neame, este, possivelmente, ver-se-ia obrigado a retirar-se e abandonar Bengási, para evitar um encontro com os alemães, pois suas forças estavam em condições de inferioridade. Nesse mesmo dia, Churchill enviou um telegrama a Wavell, concitando-o a aniquilar o inimigo quanto antes. Entrementes, Rommel completara a derrota das forças inglesas em Mersa el Brega. Com um calor asfixiante, superior a 40 graus, os infantes alemães atravessaram os campos minados e, apoiados pelo bombardeio dos Stukas e o mortífero fogo dos canhões de 88 mm, conseguiram tomar o desfiladeiro. A maior parte dos soldados ingleses conseguiu retirar-se para o norte, deixando nas mãos dos alemães numerosos caminhões e veículos blindados.
A conquista de Mersa el Brega abriu a Rommel as portas da Cirenaica. O chefe alemão não vacilou. Ao receber a notícia de suas forças de exploração de que os ingleses prosseguiam aceleradamente a retirada, ordenou à 5ª Divisão Ligeira a imediata perseguição em direção a Agedabia. Em 2 de abril, as colunas motorizadas alemães começaram a se deslocar velozmente pela estrada pavimentada que contornava o Mediterrâneo. Na manhã deste dia, as tropas de vanguarda, comandadas pelo Coronel Panath, chegaram a poucos quilômetros ao sul de Agedabia e se prepararam para o ataque.
Rapidamente, os alemães deslocaram-se em torno da aldeia; os seus canhões de 88 mm romperam um fogo devastador contra as posições inglesas. Aos primeiros disparos conseguiram fazer voar os depósitos de munições. Simultaneamente, os tanques do 5° Regimento Panzer, que avançavam mais ao sul, travaram encarniçado combate com os blindados britânicos. Os poderosos canhões de 50 e 75 mm dos Panzer não tardaram em definir a luta. Em poucos minutos, sete tanques ingleses foram destruídos e o resto retirou-se velozmente. Na mesma tarde Agedabia caía nas mãos dos alemães. Rommel, que participara da batalha com as tropas de vanguarda, não deu descanso a seus homens. Ordenou, sem demora, às unidades de exploração, que prosseguissem no avanço e não se despregassem das forças britânicas em retirada. Em 3 de abril, em Agedabia, Rommel tomou uma decisão temerária. Diante de um inimigo desmoralizado e em fuga, a seu ver só lhe cabia uma atitude: perseguí-lo tenazmente até o aniquilamento. Por isso, ordenou à 5ª Divisão Ligeira e à divisão blindada italiana Aríete, a marcha acelerada através do deserto, para colher pela retaguarda as unidades britânicas, que se retiravam pela costa, em direção da fronteira egípcia. O 3° Batalhão de Reconhecimento, comandado pelo Tenente-Coronel von Wechmar, continuaria avançando ao longo do Mediterrâneo, em direção a Bengási, com a missão de ocupar aquela cidade e empurrar os ingleses para a armadilha preparada a suas costas por Rommel.
A 3 de abril, o General Wavell foi de avião até a frente para estudar pessoalmente a crítica situação. Com profundo alarde, comprovou que a investida de Rommel causara completa desorganização nas forças britânicas. Imediatamente, ordenou uma retirada geral. Bengasi devia ser abandonada, a 9ª Divisão Australiana devia retirar-se em boa ordem para Tobruque, sob a cobertura de parte das unidades da 2ª Divisão Blindada. O resto dos tanques, com apoio de uma brigada motorizada indiana, ficaria em Mechili, no meio do deserto, para evitar que os alemães cortassem a retirada das unidades australianas.
Na tarde deste dia, Rommel dirigiu-se em seu carro de comando para o norte e impeliu von Weichmar a acelerar o avanço sobre Bengási. Ao cair da noite, o batalhão de reconhecimento chegou à cidade, que já havia sido abandonada pelos ingleses e foi recebido com alegria pelos habitantes italianos. Antes de retirar-se, os ingleses incendiaram todos os depósitos de combustível e destruíram por completo as instalações portuárias.
Uma vez alcançada as linhas britânicas, as forças alemães detiveram seu avanço. A longa e rápida marcha e os ininterruptos combates haviam extenuado as tropas e diminuído o potencial combativo do Afrika Korps. Rommel, em vista disso, resolveu fazer uma pausa, para descansar seus homens e reparar as armas e os veículos. Necessitava, além disso, de reorganizar suas linhas de abastecimento, e receber reforços das sua bases de provisões, situadas a centenas de quilômetros, na retaguarda. Exista também a possibilidade do 8° Exército tentar retomar a iniciativa lançando-se de surpresa num contra-ataque.
Para frustrar esta última ameaça, o chefe alemão iniciou a construção de posições fortificadas e estendeu um vasto campo de minas, frente às linhas inglesas. Os caminhos que corriam atrás da frente de combate foram também minados e protegidos com ninhos de metralhadoras e canhões antitanques. O Afrika Korps pôde assim dedicar-se, por inteiro, à reconstituição de suas forças.

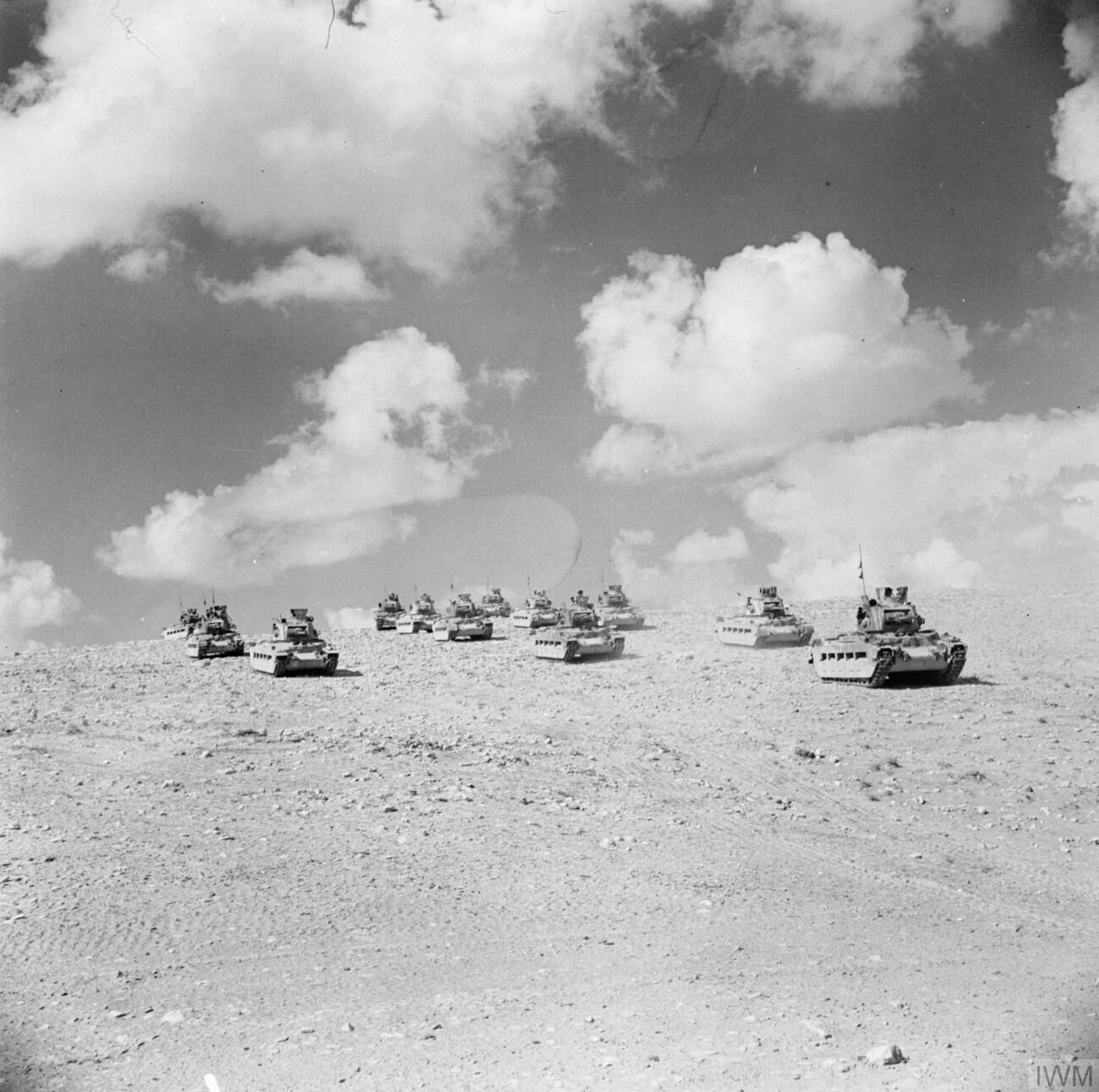
Tanques Britânicos em Tobruque

No lado inglês desenvolviam-se trabalhos semelhantes. Por ordem do General Auchinleck, comandante-em-chefe britânico no Oriente Médio, Ritchie também passou a construir uma cadeia de poderosas fortificações. De El Gazala, na costa do Mediterrâneo, até Bir Hacheim, reduto situado a 64 km para o sul, os ingleses semearam centenas de milhares de minas, e levantaram inúmeras fortificações. Esses redutos tinham por missão impedir que os alemães abrissem brechas através do campo minado. Eram defendidos por fortes alambrados e suas guarnições contavam com abastecimentos para resistir por muito tempo, em caso de serem sitiados.
O flanco direito dessa linha era defendido pela 1ª Divisão de infantaria Sul-africana e pela 50ª Britânica. Na extremidade esquerda situou-se uma brigada de tropas da França Livre, com base em Bir Hacheim. Na retaguarda, em Tobruque, ficaram a 2ª Divisão Sul-africana e a 5ª Divisão Hindu. O grosso das forças blindadas, integradas pelas 1ª e 7ª Divisão, colocou-se em profundidade, em torno do entroncamento rodoviário de Knightsbridge. Todas essas forças foram submetidas a um intenso treinamento, pois, por ordem de Churchill, teriam de lançar-se o quanto antes ao contra-ataque.
Em março, Rommel viajou até o quartel-general de Hitler, para fazer sentir ao Führer a necessidade de incrementar o poderio do Afrika Korps e de ordenar a conquista de Malta. Hitler resolveu invadir essa ilha com forças italianas e alemães, no mês de junho. Posteriormente decidiu adiar a data desse ataque.
Rommel chegou próximo de Tobruque e avaliou as linhas de defesa com o seu binóculo e a partir de informações que recebeu de aeronaves de reconhecimento que afirmaram que o porto estava sendo evacuado, ordenou que se iniciasse um ataque no dia 11 de Abril. Às 4h45 o avanço alemão iniciou com o 8º Batalhão de Metralhadoras pelo Sul e mais de 20 blindados disponíveis a Olbrich avançaram pela direita. Segundo o diário de guerra do batalhão, eles haviam iniciado o avanço após a saída dos blindados, mas estes logo retornaram em velocidade máxima pois havia uma barreira antitanques que impossibilitava a passagem. Uma hora mais tarde o Coronel Ponath se reportou a Rommel e Streich, tendo o batalhão sofrido um total de 11 baixas.
O dia seguinte se iniciou com uma forte tempestade de areia sendo ordenado um novo ataque por Rommel para utilizar a tempestade como cobertura. Este ataque se iniciaria às 3:30, pouco antes disso a tempestade parou, mas mesmo assim foi ordenado que a ofensiva continuasse.
Com um ataque de artilharia as barreiras antitanques foram destruídas, mas mesmo assim foram causados muitos estragos nas unidades alemãs. Às 18h00 o comandante Olbrich do Regimento Blindado que iniciou o ataque informou à Rommel que a tentativa de passar pelas linhas de defesa haviam falhado novamente. No iniciou destes combates havia 161 blindados a disposição do 5º Regimento Panzer, destes 71 eram os Panzer III, sendo este número total reduzido para apenas 40, restando apenas 9 Panzer III. As tropas do Batalhão de Metralhadoras permaneceram entrincheiradas próximas das linhas inimigas, não restando outra opção à Rommel se não resgata-los.
No meio dia do domingo do dia 13 de Abril, Ponath voltou para o QG de Rommel para receber novas instruções, que ordenou um novo ataque. Voltou para as linhas de seu batalhão às 17h00 e passou as ordens de Rommel que havia lhe passado. Às 18h00 e 18h05 seis batalhões de artilharia iniciariam um ataque concentrado, sendo seguido após pelas tropas deste batalhão que fariam uma cabeça-de-ponte e possibilitariam a chegada das tropas. Para isso seriam utilizados 500 soldados do regimento e 20 blindados contra os 34 000 defensores do Exército Britânico. Mas o que se seguiu foi um ataque sangrento conseguindo as tropas de Rommel sair de lá na noite seguinte com apenas 116 soldados, sendo o resto feito prisioneiro ou morrido durante os combates. Rommel decidiu realizar um novo ataque, mas decidiu permanecer na defesa, realizando um novo ataque mais tarde, no final daquele mês.
Iniciou um novo ataque no dia 30 de Abril e colocou no comando o General Heinrich Kirchheim no lugar de Streich. Se dirigiu para a linha de frente e observou a tomada da Colina 209 na noite do mesmo dia, estando esta sob controle alemão às 9:00 da manhã do dia seguinte. Neste dia o comandante da 15ª Divisão Panzer, Hans-Karl Freiherr von Esebeck, informou Rommel das grandes baixas que a sua unidade estava sofrendo nestas ofensivas contra as tropas aliadas, tendo as perdas em algumas unidades chegado a 50%. A ofensiva foi paralisada após uma tempestade de areia, tendo as baixas do lado alemão chegado a 1 200 soldados, entres estes estavam os mortos, feridos ou desaparecidos em ação.
No dia 28 de abril chegou ao posto de comando de Rommel o Marechal Albert Kesselring, que exercia o comando supremo de todas as forças alemães no Mediterrâneo, e lhe comunicou que havia sido resolvido ocupar Malta em fins de maio. Este plano, batizado com o nome-chave Hércules, foi, no entanto, abandonado. A 21 de maio, Hitler ordenou que os preparativos continuassem apenas no papel, e que o ataque a Malta fosse suspenso, caso Rommel conseguisse conquistar Tobruque. Essa decisão traria funestas conseqüências para o Afrika Korps, pois os aviões e barcos britânicos, com base em Malta, conseguiriam, brevemente, interromper quase por completo o tráfego de comboios de abastecimento pelo Mediterrâneo.
Diante da grave ameaça que pairava sobre Malta, submetida já a incessantes bombardeios, Churchill ordenou ao General Auchinleck, a 10 de maio, que aprontasse suas forças para realizar uma ofensiva que obrigasse Rommel e o alto-comando alemão a concentrar todos os seus efetivos na Líbia. O ataque deveria se efetuar nos primeiros dias de junho, coincidindo com o envio de um grande comboio de abastecimento à ilha. Na sua carta, Churchill expressava a Auchinleck a vital importância para os aliados que a conservação de Malta representava. Se os alemães conseguissem Malta, ela seria uma ponte segura de tropas e abastecimento. Com isso, os britânicos perderiam a rota aérea entre a Europa e a Índia, cujo General Auchinleck necessitava para receber provisões através dos aviões da RAF.
Apesar das baixas sofridas sob o fogo dos Grant, o Afrika Korps continuou o seu avanço para o norte. Os ingleses saíram novamente em seu rastro, lançando na batalha a 22ª Brigada Blindada. Rommel, porém, novamente se antecipou ao ataque, e arremeteu contra os tanques inimigos, antes que estes, sequer, saíssem para o combate. Os britânicos combateram encarniçadamente, apoiados por violento fogo de artilharia e, antes de retirar-se, conseguiram destruir muito tanques e veículos alemães. Ao cair da noite, Rommel, alarmado e preocupado, compreendeu que seu plano havia fracassado. Os ingleses, apesar das sucessivas derrotas, continuavam resistindo tenazmente ao longo de toda a frente, e haviam conseguido cortar, na retaguarda, as linhas de abastecimento do Afrika Korps. Além disso, a 90ª Divisão Leve alemã, acabava de ficar isolada em El Adem. A estes reveses somavam-se a falta de combustível e de munições, e a perda, em combate, de um terço de seus tanques. Diante do difícil problema, e sob a ameaça iminente de um contra-ataque britânico, Rommel decidiu reagrupar, com presteza, todas as suas forças. 28 de maio, foi o dia decisivo, em que, em virtude da vacilação de seus chefes, o 8° Exército britânico perdeu a chance mais favorável para derrotar o Afrika Korps. Durante todo esse dia, as duas divisões Panzer permaneceram, por falta de combustível, praticamente paralisadas no meio do deserto. Por sua vez, a 90ª Divisão Leve viu-se obrigada, depois de sofrer pesadas baixas, a retirar-se de El Adem, e não conseguiu reincorporar-se ao restante das forças alemães. Nessas condições, um ataque britânico teria alcançado êxito seguro.
Com sua característica energia, Rommel conseguiu, contudo, afastar o perigo. Ordenou à 90ª Divisão leve que se unisse, imediatamente, ao grosso do Afrika Korps, e apoiou sua movimentação, intercalando na brecha a Divisão Blindada Ariete. Simultaneamente, organizou uma coluna de abastecimento, e, à frente dela, atravessou na manhã de 29 de maio o campo de batalha e reabasteceu as unidades Panzer.
Foi assim, que, tanto o 8° Exército Britânico, como o Afrika Korps, prepararam-se, simultaneamente, para passar à ofensiva. Aparentemente, o plano de Rommel, parecia desenvolver-se com sucesso total. A surpresa havia sido conseguida, e as dispersas unidades blindadas do 8° Exército não haviam conseguido concatenar suas ações para conter a penetração dos alemães. No entanto, breve se produziria uma reviravolta da situação. Ao ter conhecimento do desastre sofrido pelas brigadas motorizadas ao sul de Bir Hacheim, o alto-comando britânico ordenou que a 4ª Brigada blindada saísse imediatamente ao encontro do Afrika Korps e bloqueasse o seu avanço para o norte. Entretanto, a unidade nem chegou a pôr-se em movimento. Deslocando-se, velozmente, a 15ª Divisão Panzer atacou-a, repentinamente, e depois de um violento combate, obrigou-a a retirar-se. Os alemães, contudo, sofreram grandes perdas.
Sofrendo com o calor, com os bombardeiros da RAF ordenados por Churchill, e com a falta de combustível, os alemães desistem de perseguir os britânicos no deserto, recuando para Trípoli enquanto os britânicos voltam para o Egito.